# Сеньківка (Бориспільський район)
Сенькі́вка — село в Україні, у Бориспільській міській громаді Бориспільського району Київської області. Населення становить 1068 осіб. Розташоване за 15 км на північний схід від міста Борисполя (автошлях Т 1004) на березі річки Красилівки. Лежить в низинній місцевості, оточене лугами та масивами осушених боліт.

## Історія

Храм Святого Харлампія

На півдні від села Сеньківки в урочищах Хрещата, Вовківня та Перевалень розташовані групи курганів, в тому числі 17 курганів скіфської доби, що досліджувались у 1926—1927 роках. На поверхні поля, а також у насипах багатьох курганів були знайдено уламки посуду доби міді (VI—III тис. до н. е.).
Перша згадка про село датована 1697 роком. У давні часи на цьому місці була гребля з млинами та кілька хат. Заселенню села Сеньківка сприяла мати гетьмана Івана Мазепи, будучи ігуменею Київського дівочого Печерського монастиря, купила ці землі у поміщиків Сулимів. Тривалий час Сеньківка була власністю Печерського дівочого монастиря.
За часів козацької України село належало до Бориспільської сотні Переяславського полку. У XVIII ст. село підпорядковувалося Гоголівській сотні Київського полку.
З 1751 року з'явилась церква Харлампия.
За описом Київського намісництва 1781 року в Сеньківці було 76 хат. За описом 1787 року в селі проживало 273 душ «казених людей».
Є на мапі 1812 року.
У списку населених міст Полтавської губернії зазначено, що на 1859 рік село Сеньківка мала 131 двір і населення 798 чоловік.
За переписом 1926 року, тут проживало 2051 чоловік. До Сеньківської сільської ради належав невеликий хутір Прусів (Андрі́ївка) із 24 жителями. З Сеньківки виконавцями політики Голодомору було вивезено всі зернові і продовольчі ресурси, що стало передумовою великого голоду. Під час Голодомору 1932-1933 років в селі Сеньківка померло від голоду 55 чоловік.
У 1937 році жертвами репресивної машини НКВС стали десятки сеньківців, зокрема священик Кулик Никифор Петрович, Гук Ничипір Сергійович, Грищенко Федір Зінькович та десятки колгоспників. 

### Німецько-радянська війна
Німецько-радянська війна принесла у село дворічну німецьку окупацію, з 23 вересня 1941 року до 23 вересня 1943 року.
Реокупація Бориспільського району почалася у вересні 1943 року, в цей час тут діяли дві армії (38-а — під командуванням карателя Никандра Чибісова, 40-а — під командуванням Кирила Москаленка). 23 вересня в село увійшла частина 240-ї стрілецької дивізії під командуванням полковника Терентія Уманського. Близько 200 сеньківців віддали своє життя за Україну.

### Новітня історія
У 1962 році колгосп у Сеньківці був реорганізований у радгосп «Сеньківський». Директорами радгоспу за 30-річний період його існування працювали: Хан Андрій Федорович, Єрмолаєнко Андрій Федорович, Овсієнко Микола Іванович. Заст. директора Багаліка Петро Гордійович.

Сеньківська середня школа

У селі знімалась більша частина ситкому Будиночок на щастя.

## Освіта і культура
У селі є середня одинадцятирічна школа, будинок культури, бібліотека, діє лікарня.

## Населення

### Мова
Розподіл населення за рідною мовою за даними перепису 2001 року:
| Мова       | Кількість | Відсоток |
| ---------- | --------- | -------- |
| українська | 1039      | 97.29%   |
| російська  | 28        | 2.62%    |
| румунська  | 1         | 0.09%    |
| Усього     | 1068      | 100%     |

## Відомі Сеньківці
- Міхно Іван Єрофійович (18?? —1919) — український військовий діяч часів Директорії УНР. Командир Бориспільського полку армії УНР. У 1918 році ліквідував банду Андрія Веклича, що тримала в страху Сеньківку та всю Бориспільщину. Загинув у бою з більшовиками під час оборони Києва.
- Рибченко Олеся Григорівна (1982 р.н.) — українська художниця.